# Wybory samorządowe w Polsce w latach 1938–1939
Wybory samorządowe w Polsce w latach 1938–1939 – ostatnia seria wyborów do organów samorządu terytorialnego w II Rzeczypospolitej. Odbyły się prawdopodobnie jedynie w 40% gmin oraz w większości gromad i miast, w tych ostatnich miały one miejsce głównie 18 grudnia 1938. Większość mandatów zdobył Obóz Zjednoczenia Narodowego wraz z kandydatami bezpartyjnymi. Według Huberta Izdebskiego głosowania przebiegały w znacznie lepszej atmosferze niż przy poprzednich wyborach, natomiast frekwencja wyborcza w skali kraju wyniosła 63,8%.
Wybory przeprowadzono w oparciu o ustawy z dnia 16 sierpnia 1938 o wyborze radnych miejskich oraz o wyborze radnych gromadzkich, gminnych i powiatowych. Starostowie powiatowi zarządzali wybory rad gromadzkich, gminnych i miast niewydzielonych z powiatowego związku samorządowego, wojewodowie zarządzali wybory rad powiatowych oraz miast wydzielonych, natomiast Minister Spraw Wewnętrznych zarządził wybory w Warszawie (pierwsze od 1927).

## Wyniki

### Rady miejskie
Listy kandydatów zgłaszano jedynie w okręgach o trzech lub więcej mandatach. Sumaryczna liczba zdobytych przez ugrupowania mandatów w radach miejskich w maju 1939 przedstawiała się następująco (na podstawie wyników ze 564 spośród 604 istniejących wówczas miast):
| Ugrupowanie                                                   | Mandaty | Mandaty |
| Ugrupowanie                                                   | #       | %       |
| ------------------------------------------------------------- | ------- | ------- |
| Obóz Zjednoczenia Narodowego wraz z kandydatami sojuszniczymi | 4 832   | 48,1    |
| Listy żydowskie                                               | 1 737   | 17,3    |
| Stronnictwo Narodowe                                          | 1 595   | 15,9    |
| Polska Partia Socjalistyczna                                  | 1 069   | 10,6    |
| Listy ukraińskie                                              | 332     | 3,3     |
| Stronnictwo Pracy                                             | 186     | 1,9     |
| Stronnictwo Ludowe                                            | 136     | 1,4     |
| Listy niemieckie                                              | 70      | 0,7     |
| Listy regionalne                                              | 48      | 0,5     |
| Listy białoruskie                                             | 27      | 0,3     |
| Pozostałe                                                     | 8       | 0,1     |
| Razem                                                         | 10 040  | 100     |

### Rady gromadzkie
Przy wyborze radnych gromadzkich stosowano zgłoszenia kandydatów. Każde zgłoszenie musiało być poparte przez minimum dziesięciu wyborców i zawierać liczbę kandydatów odpowiadającą podwójnej liczbie mandatów przypadających na okręg wyborczy. Za wybranych uznawano kandydatów, którzy uzyskali kolejno największe liczby ważnych głosów, lecz nie mniej niż 1/10. Jeżeli w podany sposób nie obsadzono wszystkich mandatów, przeprowadzano głosowanie ściślejsze bez udziału kandydatów z najmniejszym poparciem. W 39 265 gromadach wybrano 517 936 radnych:
| Ugrupowanie                  | Mandaty | Mandaty |
| Ugrupowanie                  | #       | %       |
| ---------------------------- | ------- | ------- |
| Obóz Zjednoczenia Narodowego | 299 082 | 57,7    |
| Stronnictwo Ludowe           | 54 021  | 10,4    |
| Listy ukraińskie             | 53 333  | 10,3    |
| Listy regionalne             | 41 915  | 8,1     |
| Stronnictwo Narodowe         | 31 617  | 6,1     |
| Listy niemieckie             | 11 524  | 2,2     |
| Polska Partia Socjalistyczna | 6 255   | 1,2     |
| Listy białoruskie            | 6 200   | 1,2     |
| Stronnictwo Pracy            | 4 659   | 0,9     |
| Listy żydowskie              | 3 087   | 0,6     |
| Pozostałe                    | 6 243   | 1,2     |
| Razem                        | 517 936 | 100     |

### Rady gminne
Wybory odbyły się jedynie w około 40% gmin. W gminach podzielonych na gromady radnych wybierały kolegia wyborcze złożone z przedstawicieli gromad (radnych gromadzkich lub delegatów gromad oraz sołtysów i podsołtysów), z użyciem list kandydatów i metody D’Hondta. W pozostałych jednostkach stosowano odpowiednio przepisy dotyczące wyboru radnych gromadzkich. W 1 246 gminach wyłoniono 20 284 radnych:
| Ugrupowanie                  | Mandaty | Mandaty |
| Ugrupowanie                  | #       | %       |
| ---------------------------- | ------- | ------- |
| Obóz Zjednoczenia Narodowego | 14 704  | 72,5    |
| Stronnictwo Ludowe           | 2 388   | 11,8    |
| Stronnictwo Narodowe         | 1 356   | 6,7     |
| Listy regionalne             | 983     | 4,8     |
| Listy białoruskie            | 303     | 1,5     |
| Polska Partia Socjalistyczna | 224     | 1,1     |
| ugrupowania niemieckie       | 178     | 0,9     |
| Listy żydowskie              | 58      | 0,3     |
| Listy ukraińskie             | 46      | 0,2     |
| Stronnictwo Pracy            | 3       | 0,0     |
| Pozostałe                    | 39      | 0,2     |
| Razem                        | 20 282  | 100     |